# RKHM Dubrovnik
RKHM Dubrovnik je rukometni klub iz Dubrovnika osnovan 4. listopada 1974.
Kroz povijest se natjecao u 2. saveznoj rukometnoj ligi bivše države i 1. B hrvatskoj rukometnoj ligi. Trenutno je član 1. HRL - Jug. Predsjednik kluba je Ivo Dragić, a klupsko sjedište je na adresi Liechtensteinov put 10, Dubrovnik.

## Povijest kluba

### Počeci
U Dubrovniku se ljeta 1974. godine održala “Dalmatijada”, a Dubrovnik nije sudjelovao u rukometu. Neposredan i konkretan povod, dakle, bilo je natjecanje dalmatinskih gradova. Tako je 8. listopada 1974. godine i službeno osnovan Omladinski rukometni klub “Dubrovnik” na čelu s Nikolom Sambrailom predsjednikom, Dubravkom Cotom dopredsjednikom, Ninom Salviom tajnikom i Arifom Čustovićem trenerom.
Prvu službenu, dakako i neslužbenu, jer je prva utakmica u povijesti rukometa u Gradu, klub je odigrao 15. listopada 1974. godine protiv momčadi RK “Hvar” na igralištu na Ilininoj Glavici. Stranica, koja će jednom biti zapisana “zlatnim” slovima, u povijesti Kluba je 1976. godina – prekretnica i okosnica daljnjeg razvoja. Naime, u ljeto te godine za trenera se angažira prof. Luka Veraja, poznati metkovski rukometni stručnjak. Uprava shvaća da se odnosi mijenjaju te dolazi do angažiranijeg rada i stvaranja boljih uvjeta a značajni savjeti u pogledu organiziranosti i potpora dolaze od tajnika Saveza za fizički kulturu Ivice Brekala. Bio je to novi početak, na drukčijim i čvršćim osnovama.

## Najbolje godine
I tako, za samo dvije godine dogodilo se je ono čemu se ni najveći entuzijasti u Klubu i izvan njega nisu nadali - ostvaruju plasman u II saveznu ligu – Zapad. Igrajući brzo i atraktivno nizali su pobjede, te su u dvije godine preskočili dva ranga natjecanja što je pravi raritet u športu. Dakako tom uspjehu doprinio je i Pero Veraja, koji je već kao arfimiran igrač došao iz RK “Mehanike” iz Metkovića.
U drugoj ligi osvojeno je dobro sedmo mjesto jer se je trebalo boriti s momčadima kao što su “Sloga” iz Doboja, “Viteks” iz Visokog, “Mehanika” iz Metkovića, “Sloboda” iz Tuzle “Čelik” iz Zenice idr. Zbog reorganizacije ni to sedmo mjesto nije bilo dostatno za opstanak u ovom rangu. Inače do tada se je rukomet igrao na igralištu OŠ Lapad a od 1979. na novoizgrađenom rukometnom stadionu na Pločama. Bio je to prvi poslijeratni športski objekt izgrađen u Dubrovniku pa je organiziran turnir na kojem su sudjelovale tada najeminentnije momčadi bivše države “Medveščak” iz Zagreba, “Partizan” iz Bjelovara i “Željezničar” iz Sarajeva.
Jedna od uspješnijih godina kluba može se spomenuti i 1980./1981. kad je osvojeno prvo mjesto i kvalifikacije za popunu II. savezne lige – Sjever. Međutim tadašnja generacija rukometaša predvođena Borisom Jarkom, najuspješnijim rukometašem koji je ponikao u Dubrovniku, nije uspjela.
Prelaskom treniranja i igranja u športsku dvoranu uvjeti se znatno poboljšavaju što rezultira prvim mjestom u prvenstvu 1982./1983. i trećim kvalifikacijama kluba, ovaj put za popunu međurepubličke lige. Momčad u sastavu: Kiko Prnjat, Senad Brković, Petar Babić, Sabit Brković, Željko Barčot, Mišo Stanić, Milan Tasovac, Emir Hadžiahmetović, Ante Jažo, Zdenko Hiltner, Davor Buconić, Mato Konsuo, Ivo Dragić i Miljko Pantović uistinu je bila veličanstvena. Uspjeli su a pamtit će se velike igre Miša Stanića i Davora Buconića.

### Samostalna Hrvatska
Domovinski rat nije prekinuo djelovanje kluba. Igrači su između vojnih obveza nastavili trenirati i natjecati se po Dalmaciji. Na žalost ratni vihor odnio je život ponajboljeg igrača, kapetana, Bruna Glanza.
Novi zanos i inicijativu donio je 1992. godine predsjednik Ivo Lobaš. Konsolidirao je klub i ozbiljnije se je počelo raditi. Već u natjecateljskoj 1992./1993. godini uspjelo se je iz regionalne lige plasirati u 1. B hrvatsku rukometnu ligu u kojoj su se Đivo Božinović, Danijel Vukelić, Miro i Nikica Krmeka s iskusnim Željkom Barčotom, Ivom Dragićem, Svenom Krilom i Zdenkom Hiltnerom, uspješno natjecali sve do 2000. U tom razdoblju na kratko bio je angažiran i poznati rukometni trener Ivo Munitić-Dundo, a značajniji rezultat je ispadanje u četvrt finalu hrvatskog kupa od Medveščaka.

## Uspjesi
- četvrtfinalist hrvatskog kupa